# Bernardo Perin
Bernardo Perin (Arcugnano, 5 dicembre 1897 – Bologna, 18 aprile 1964) è stato un calciatore italiano, di ruolo mezzala.

## Carriera
Venne soprannominato la Signorina dal giornalista Bruno Roghi, per via dello «sfavillio delle sue fantasie in campo e l'eleganza delle sue serpentine».
Perin ha legato la sua carriera al Bologna, squadra per la quale ha giocato dal 1918 al 1930. Centrocampista con doti offensive, ha totalizzato 203 presenze con la maglia felsinea (di cui 191 prima della nascita del girone unico), realizzando 72 gol (tutti prima del girone unico). È attualmente al quindicesimo posto nella classifica dei migliori marcatori della società. Appena dopo la guerra 1915-18 ha giocato in due gare (e 3 reti) nelle file dell'Internazionale nella Coppa Biffi e nella Coppa Mauro, sempre contro il Milan.
Si trasferì al Bologna dal Modena, venendo pagato la cifra di 2 lire dell'epoca, più le spese di viaggio e di apertura di un forno. In precedenza aveva giocato nel Vicenza.
Fu per un breve periodo (dicembre 1933-1934) anche allenatore del Bologna, insieme nella commissione tecnica con Angelo Schiavio e Pietro Genovesi.
Perin vanta 4 presenze con la maglia della nazionale italiana in gare amichevoli, nel periodo 1921-1923.
È sepolto alla Certosa di Bologna.

## Statistiche

### Cronologia presenze e reti in nazionale
| Cronologia completa delle presenze e delle reti in nazionale ― Italia | Cronologia completa delle presenze e delle reti in nazionale ― Italia | Cronologia completa delle presenze e delle reti in nazionale ― Italia | Cronologia completa delle presenze e delle reti in nazionale ― Italia | Cronologia completa delle presenze e delle reti in nazionale ― Italia | Cronologia completa delle presenze e delle reti in nazionale ― Italia | Cronologia completa delle presenze e delle reti in nazionale ― Italia | Cronologia completa delle presenze e delle reti in nazionale ― Italia |
| Data                                                                  | Città                                                                 | In casa                                                               | Risultato                                                             | Ospiti                                                                | Competizione                                                          | Reti                                                                  | Note                                                                  |
| --------------------------------------------------------------------- | --------------------------------------------------------------------- | --------------------------------------------------------------------- | --------------------------------------------------------------------- | --------------------------------------------------------------------- | --------------------------------------------------------------------- | --------------------------------------------------------------------- | --------------------------------------------------------------------- |
| 6-3-1921                                                              | Milano                                                                | Italia                                                                | 2 – 1                                                                 | Svizzera                                                              | Amichevole                                                            | -                                                                     |                                                                       |
| 8-5-1921                                                              | Amsterdam                                                             | Paesi Bassi                                                           | 2 – 2                                                                 | Italia                                                                | Amichevole                                                            | -                                                                     |                                                                       |
| 15-4-1923                                                             | Vienna                                                                | Austria                                                               | 0 – 0                                                                 | Italia                                                                | Amichevole                                                            | -                                                                     |                                                                       |
| 27-5-1923                                                             | Praga                                                                 | Cecoslovacchia                                                        | 5 – 1                                                                 | Italia                                                                | Amichevole                                                            | -                                                                     |                                                                       |
| Totale                                                                |                                                                       | Presenze                                                              | 4                                                                     |                                                                       | Reti                                                                  | 0                                                                     |                                                                       |

## Palmarès

### Club
- Campionato italiano: 2

Bologna: 1924-1925, 1928-1929